# Fair Control
Fair Control var en tysk grupp som bildades 1984 av Hannes Schöner och Bernd Göke. Bandet fick stora hitar som "Symphony Of Love", "Angel Eyes" och "We Can Fly Together".

## Diskografi

### Album
- The Single & Maxi Collection 84-86 (2009)

### Singlar
- "Angel Eyes (1985)
- "Symphony Of Love" (1986)
- "We Can Fly Together" (1986)